# St. Heinrich (Sende)
St. Heinrich ist eine römisch-katholische Pfarrkirche in Sende, einem Ortsteil von Schloß Holte-Stukenbrock im Kreis Gütersloh, Nordrhein-Westfalen. Kirche und Gemeinde gehören zum Pastoralverbund Schloß Holte-Stukenbrock im Dekanat Rietberg-Wiedenbrück des Erzbistums Paderborn.

## Geschichte
Die Kirche wurde 1956 errichtet und 1957 geweiht.

## Ausstattung

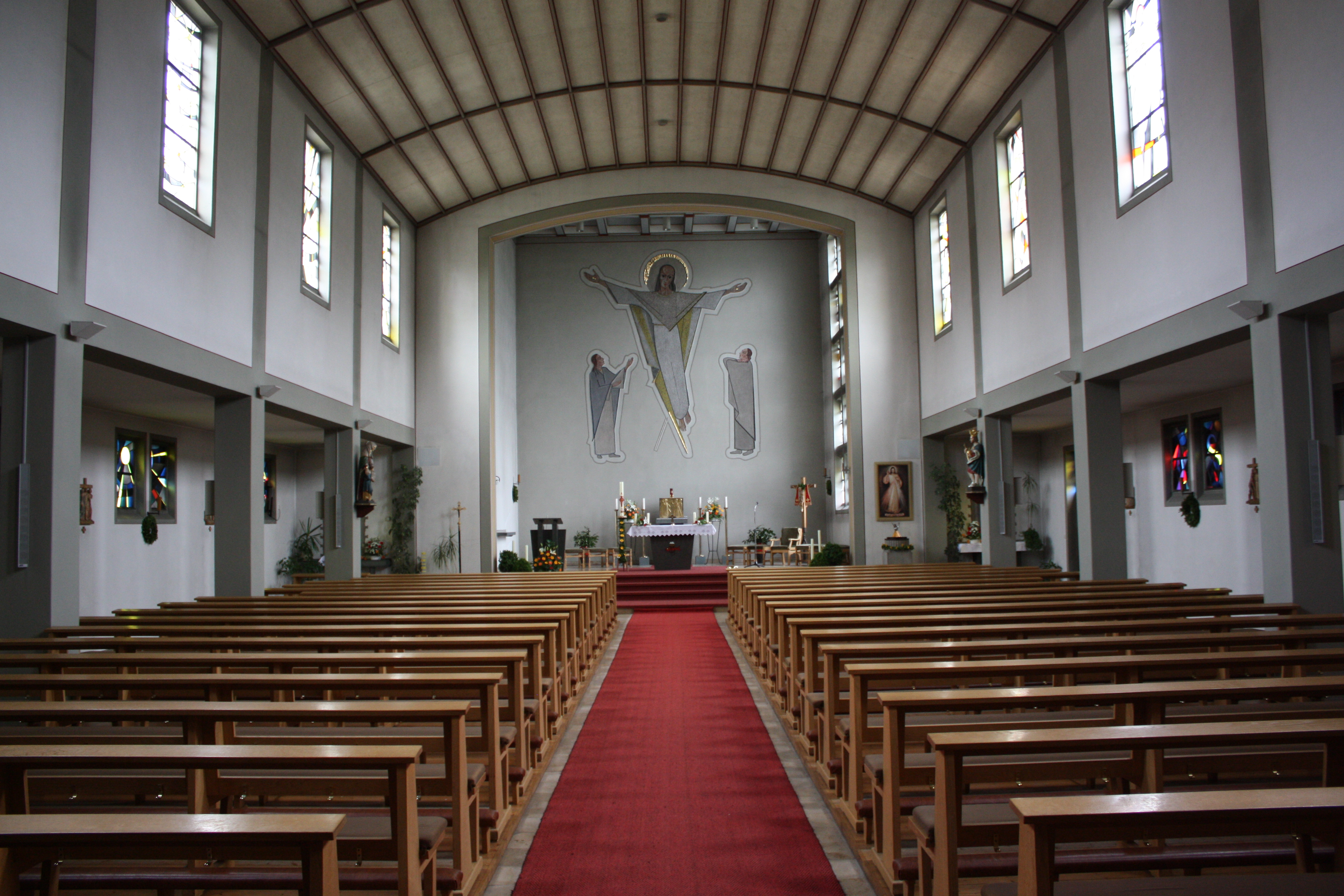
Innenraum von St. Heinrich

Seit März 2011 befindet sich in der Kirche eine Pietà aus dem 18. Jahrhundert. Nachdem das Taufbecken in den Altarraum gerückt worden war, suchte man nach einer Figur für die freie Stelle. Aus der Sammlung des Diözesanmuseums Paderborn wurde die Figur ausgewählt, die zuvor in der Kirche des Clementinums in Bad Driburg aufgestellt war.